# 高塔核螺
高塔核螺（学名：Fusiaphera macrospira），是新腹足目核螺科Fusiaphera属的一种。主要分布于中国大陆、台湾，常栖息在潮下带。